# Babrowa 2
Babrowa 2 (biał. Баброва 2; ros. Боброво 2, Bobrowo 2) – wieś na Białorusi, w obwodzie mińskim, w rejonie łohojskim, w sielsowiecie Krajsk. W 2019 roku liczyła 8 mieszkańców.